# Feliks Libert
Feliks Bernard Libert (ur. 18 stycznia 1899 w Łodzi, zm. 3 listopada 1950 w Londynie) – major dyplomowany Wojska Polskiego II Rzeczypospolitej.

## Życiorys
Syn Waleriana i Marii z Widerskich. W Łodzi od 1908 do 1915 był uczniem 7 klasowej Szkoły Handlowej Zgromadzenia Kupców. Następnie również w rodzinnym mieście uczęszczał na kursy dokształceniowe, które odbywały się w prywatnej szkole inż. Barszczewskiego. Był członkiem tajnego skautingu. 2 maja 1915 wstąpił do 2 pułku strzelców I Brygady Legionów Polskich Józefa Piłsudskiego., z którym walczył na froncie do 15 października 1915. Podczas walk został ranny w bitwie pod Kostiuchnówką. Po opuszczenia szpitala, do 15 marca 1916 w Piotrkowie Trybunalskim był w dyspozycji dowództwa tamtejszego garnizonu. Następnie z 8 kompanią 5 pułku piechoty Legionów wyjechał na front, pełniąc w nim służbę do 17 lipca 1917. Przebywając w Łodzi został aresztowany, a następnie przewieziony do Warszawy, gdzie trafił do aresztu, a później transportowany do obozu dla internowanych w Szczypiornie. Podczas transportowania zbiegł i ukrywał się w rodzinnym mieście pracując w POW na stanowisku komendanta sekcji, a następnie plutonu.
13 listopada 1918 oddelegowano go do pełnienia obowiązków zastępcy komendanta Obwodu VI Ziemi Kaliskiej. Kiedy POW wcielono do Wojska Polskiego otrzymał przydział do 31 pułku piechoty na stanowisko szefa  6 kompanii. 21 czerwca 1919 wyruszył z pułkiem na front w Galicji Wschodniej walcząc tam z wojskami ukraińskimi pod Krzywczem, Germakówką oraz Zalesiem. 10 września został przydzielony w Dowództwie Okręgu Generalnego IV w Łodzi do Oddziału II Informacyjnego, gdzie również zdał egzaminy dojrzałości w zakresie szkoły średniej. Tam również został awansowany na stopień podporucznika. 21 stycznia 1920 powrócił na front do macierzystego pułku. Od 14 czerwca przebywał w szpitalu, a 12 lipca powrócił do pułku i objął w 5 kompanii stanowisko młodszego oficera. Walczył  z pułkiem pod Cichą Wolą, Kuzkami, Buszkami i Łysowem. W dniu 3 sierpnia został w II batalionie oficerem gospodarczym, z którym brał udział w Bitwie Warszawskiej, podczas której walczył pod Radzyminem, a następnie uczestniczył w wypadzie na Wyszków kończąc szlak bojowy w bitwie toczonej od 11 do 13 września pod Sokalem. Od 14 listopada 1920 do 14 lipca 1922 pełnił obowiązki adiutanta II batalionu. Po zakończeniu wojny do 1 września 1923 zajmował w pułku różne stanowiska. W okresie od 7 stycznia do 2 maja 1925 był słuchaczem IX Kursu Wyszkolenia Młodszych Oficerów Piechoty. Po powrocie do pułku został wyznaczony na stanowisko oficera instrukcyjnego przysposobienia wojskowego, a 24 września 1927 został dowódcą 8 kompanii. W 1932 był absolwentem XI promocji w Wyższej Szkoły Wojennej. 1 listopada 1932 otrzymał skierowanie do Wojskowego Biura Historycznego, w którym przebywał do wybuchu wojny. W roku 1935 w 54 pułku piechoty odbył staż na stanowisku dowódcy batalionu. W WBH otrzymał awans na stopień majora dyplomowanego ze starszeństwem z 1 stycznia 1936.
W marcu 1939 jako oficer sztabu służył w dowództwie 20 Dywizji Piechoty, a następnie Armii „Poznań”. Po bitwie nad Bzurą z częścią rozbitej armii przedostał się do Warszawy, gdzie brał udział w jej obronie będąc w sztabie gen. Tadeusza Kutrzeby. Po kapitulacji przebywał w obozie jenieckim w Königstein, a później w oflagu VII A Murnau. Po wyzwoleniu służył w Polskich Siłach Zbrojnych na Zachodzie, a kiedy został zdemobilizowany zamieszkał w Wielkiej Brytanii, gdzie pracował w Instytucie Historycznym im. Gen. Władysława Sikorskiego z siedzibą w Londynie. Pośmiertnie został mianowany podpułkownikiem.
Zmarł 3 listopada 1950, a 9 listopada pochowany na cmentarzu  St. Mary's Cemetery, Kensal Green (kwatera 20/4-26735) w Londynie.
Od 29 marca 1924 był żonaty z Marianną z domu Asik i mieli córkę Bożenę.

## Ordery i odznaczenia
- Krzyż Walecznych[3]
- Złoty Krzyż Zasługi (18 lutego 1939)[5]
- Srebrny Krzyż Zasługi (10 listopada 1928)[6]
- Medal Pamiątkowy za Wojnę 1918–1921
- Medal Dziesięciolecia Odzyskanej Niepodległości